# Tobias Wilhelmi
Johan Tobias Jacob Wilhelmi (Amsterdam, 7 april 1885 – Stockholm, 24 oktober 1944) was een Nederlands-Zweeds violist, concertmeester en componist. 

## Biografie
Hij was zoon van Caroline Frederike Louise Post en kleermaker Johann Christoph Heinrich Wilhelmi. Al tijdens zijn militaire keuring in 1904 was hij musicus. Zijn muziekleraren waren Praeger (destijds al oud, aldus Muzikaal Nederland), André Spoor, onder meer aan het conservatorium van Amsterdam en dat van 'Keulen. Daar studeerde hij enige tijd bij Bram Eldering. Zijn afstudeerproject in 1906 was het Vioolconcert van Johannes Brahms, dat hij met groot succes uitvoerde. Rond 1910 was hij werkzaam in het orkest van Koblenz, alwaar Willem Kes de dirigent was. Daarna volgden aanstellingen in Bonn (1907-1912), Leipzig (1912), Riga (1913) en uiteindelijk Stockholm. Hij was er concertmeester van de Stockholms Konsertförening (1921-1944) en Kungliga Operan, maar dirigeerde ook weleens. Hij gaf onder meer concerten in Berlijn (1921), Londen, Kiel (1926), Frankfurt am Main (1927) en Stockholm (1927). Hij was oprichter van het Wilhelmitrio en leider van het in 1931 opgerichte Kamerorkest van Stockholm.
Tijdens het concert in Berlijn werden werken uitgevoerd van Kurt Atterberg en Natanael Berg. Zijn vioolconcert, gespeeld door Wilhelmi, was nauwelijks de moeite waard, aldus de plaatselijke kranten.  Op 2 januari 1921 had hij datzelfde werk al gespeeld onder leiding van Wilhelm Furtwängler in Stockholm.
In 1929 ontving Wilhelmi de Zweedse koninklijke onderscheiding Litteris et Artibus.
Lille Bror Söderlundh is een leerling van hem. Carl Nielsen droeg de partituur van zijn Prelude en presto op aan Wilhelmi.

## Werken (selectie)
Van zijn hand verschenen:
- Berceuse voor viool en piano
- twee symfonieën
- een vioolconcert
- orkestsuite Östergotland
- Nyårslåt voor mannenkoor
- ballade voor zangstem en orkest
- een strijkkwartet (1923)
- strijktrio
- sonate voor viool en piano
- Himles Blå foor mannenkoor en orkest (1927)
- Suite voor hobo en piano (1929)